# Benthochromis
Benthochromis är ett släkte av fiskar. Benthochromis ingår i familjen Cichlidae.
Kladogram enligt Catalogue of Life:
| Benthochromis | \| \| Benthochromis horii \| \| \| \| \| \| Benthochromis melanoides \| \| \| \| \| \| Benthochromis tricoti \| \| \| \| |
|               | \| \| Benthochromis horii \| \| \| \| \| \| Benthochromis melanoides \| \| \| \| \| \| Benthochromis tricoti \| \| \| \| |
|               | Benthochromis horii |
|               | |
|               | Benthochromis melanoides                                                                                                 |
|               | |
|               | Benthochromis tricoti |
|               | |